# العلاقات الدنماركية الكمبودية
العلاقات الدنماركية الكمبودية هي العلاقات الثنائية التي تجمع بين الدنمارك وكمبوديا.

## مقارنة بين البلدين
هذه مقارنة عامة ومرجعية للدولتين:
| وجه المقارنة                                              | الدنمارك                                                     | كمبوديا                   |
| --------------------------------------------------------- | ------------------------------------------------------------ | ------------------------- |
| المساحة (كم2)                                             | 42.92 ألف                                                    | 181.03 ألف                |
| عدد السكان (نسمة)                                         | 5.79 مليون                                                   | 16.01 مليون               |
| الكثافة السكانية (ن./كم²)                                 | 134.9                                                        | 88.44                     |
| العاصمة                                                   | كوبنهاغن                                                     | بنوم بنه                  |
| اللغة الرسمية                                             | اللغة الدنماركية                                             | اللغة الخميرية            |
| العملة                                                    | كرونة دنماركية                                               | ريال كمبودي، دولار أمريكي |
| الناتج المحلي الإجمالي (بليون دولار)                      | 324.87 مليار                                                 | 22.16 مليار               |
| الناتج المحلي الإجمالي (تعادل القوة الشرائية) بليون دولار | 278.61 مليار                                                 | 54.37 مليار               |
| الناتج المحلي الإجمالي الاسمي للفرد دولار أمريكي          | 51.99 ألف                                                    | 1.16 ألف                  |
| الناتج المحلي الإجمالي للفرد دولار أمريكي                 | 45.54 ألف                                                    | 3.26 ألف                  |
| مؤشر التنمية البشرية                                      | 0.900                                                        | 0.555                     |
| رمز المكالمات الدولي                                      | +45                                                          | +855                      |
| رمز الإنترنت                                              | .dk                                                          | .kh                       |
| المنطقة الزمنية                                           | توقيت وسط أوروبا، ت ع م+02:00، ت ع م+01:00، أوروبا/كوبنهاجن ‏ | ت ع م+07:00               |

## منظمات دولية مشتركة
يشترك البلدان في عضوية مجموعة من المنظمات الدولية، منها:
| علم المنظمة | اسم المنظمة                               | تاريخ انضمام الدنمارك | تاريخ انضمام كمبوديا |
| ----------- | ----------------------------------------- | --------------------- | -------------------- |
|             | وكالة ضمان الاستثمار متعدد الأطراف        | 12 أبريل 1988         | 1 ديسمبر 1999        |
|             | منظمة الشرطة الجنائية الدولية             | ?                     | ?                    |
|             | منظمة حظر الأسلحة الكيميائية              | ?                     | ?                    |
|             | منظمة التجارة العالمية                    | 1995                  | ?                    |
|             | الفريق المعني برصد الأرض                  | ?                     | ?                    |
|             | الأمم المتحدة                             | 24 أكتوبر 1945        | 14 ديسمبر 1955       |
|             | مؤسسة التمويل الدولية                     | 20 يوليو 1956         | 26 مارس 1997         |
|             | يونسكو                                    | 4 نوفمبر 1946         | 3 يوليو 1951         |
|             | مؤسسة التنمية الدولية                     | 30 نوفمبر 1960        | 22 يوليو 1970        |
|             | بنك التنمية الآسيوي                       | 1966                  | 1966                 |
|             | البنك الدولي للإنشاء والتعمير             | 30 نوفمبر 1960        | 22 يوليو 1970        |
|             | المركز الدولي لتسوية المنازعات الاستشارية | 24 مايو 1968          | 19 يناير 2005        |
|             | الاتحاد البريدي العالمي                   | ?                     | ?                    |
|             | الاتحاد الدولي للاتصالات                  | 1866                  | 10 أبريل 1952        |

## وصلات خارجية
- موقع وزارة الخارجية الدنماركية
- موقع وزارة الخارجية الكمبودية